# Opius compar
Opius compar är en stekelart som beskrevs av Marshall 1891. Opius compar ingår i släktet Opius och familjen bracksteklar. Inga underarter finns listade i Catalogue of Life.